# Ковальчук Зиновій Степанович
Зиновій Степанович Ковальчук (нар. 14 березня 1936, село Вовчиків Переїзд Волинського воєводства, Польща, тепер село Старовойтове Любомльського району Волинської області) — український радянський і компартійний діяч, депутат Верховної Ради СРСР 11-го скликання (у 1984—1987 роках). Кандидат у члени ЦК КПУ в 1986—1990 р.

## Біографія
У 1956 році — слюсар, механік Ковельської машинно-тракторної станції Волинської області.
У 1956—1958 роках — служба в Радянській армії.
З 1958 року — на комсомольській роботі. Працював інструктором Луківського районного комітету ЛКСМУ Волинської області, 1-м секретарем Камінь-Каширського районного комітету ЛКСМУ Волинської області.
Член КПРС з 1959 року.
У 1965 році — секретар Камінь-Каширського районного комітету КПУ Волинської області.
У 1965—1973 роках — 1-й секретар Волинського обласного комітету ЛКСМУ; заступник завідувача відділу організаційно-партійної роботи Волинського обласного комітету КПУ.
Закінчив заочно Львівський сільськогосподарський інститут.
У 1973—1974 роках — голова виконавчого комітету Луцької районної Ради депутатів трудящих Волинської області.
У 1974—1979 роках — 1-й секретар Луцького районного комітету КПУ Волинської області.
5 квітня 1979 — 9 січня 1984 року — секретар Волинського обласного комітету КПУ.
9 січня 1984 — 4 липня 1987 року — 1-й секретар Волинського обласного комітету КПУ. Знятий з посади «як такий, що не справився із своїми обов'язками».
Потім — на пенсії в місті Луцьку.

## Нагороди
- орден Жовтневої Революції (1986)
- орден Трудового Червоного Прапора
- два ордени «Знак Пошани»
- медалі
- Грамота Президії Верховної Ради Української РСР